# كأس التحدي الأوروبي 2007–08
كأس التحدي الأوروبي 2007–08 (بالإسبانية: European Challenge Cup 2007-08)‏ هو الموسم 12 من  كأس التحدي الأوروبي. أقيم خلال الفترة 8 نوفمبر 2007 وحتى 25 مايو 2008، وفاز فيه باث رغبي ‏.